# Rawd al-Qirtas
Rawḍ al-Qirṭās (árabe: روض القرطاس) es una historia de Marruecos escrita en árabe a principios del siglo XIV, que incluye muchos detalles sobre el imperio almohade en España y Argelia. 
El nombre completo de la obra es Kitāb al-ānīs al-muṭrib bi-rawḍ al-qirṭās fī ājbār mulūk al-maġrab wa tārīj madīnah Fās (El libro de compañía que entretiene en el jardín de la páginas de la crónica de los reyes del Magreb y la historia de la ciudad de Fez). Sin embargo el libro se conoce comúnmente como "Rawd al-Qirtás", que significa "El Jardín de las Páginas". Se dice que este nombre tiene un doble sentido porque hubo en Fez un jardín público llamado El Jardín de al-Quirtás, cuyo nombre se refería al apodo de Ziri ibn Atiyya. 
La obra ha sido siempre muy conocida en Marruecos y sigue siéndolo hoy en día. Antes de imprimirse, su popularidad hizo que circularan numerosos manuscritos con distintas versiones. Como consecuencia de ello no hay certeza sobre el autor del texto, que en algunas versiones es Ibn Abi Zar de Fez, mientras que en otras es Salih ibn Abd al-Halim de Granada. La opinión más extendida actualmente es que el autor original fue Ibn Abi Zar, como afirmó Ibn Jaldún, y que Abd al-Halim, en el mejor de los casos, se limitó a compilar la obra. El doble sentido del título, la detallada historia de Fez y los numerosos errores acerca de la geografía de España, se tienen como evidencia de que el autor era nativo de Fez. 
El período histórico que abarca comienza con la llevada al trono de Idrís I en el 788 y termina con los meriníes en el 1326. La obra se divide en cuatro partes, cada una de las cuales termina con una lista que resume los hechos de cada período:
- Los reyes idrisíes y Maghrawa
- Los Almorávides
- Los Almohades
- Los Meriníes

Los investigadores actuales consideran que la primera y la última parte contienen información valiosa de los períodos que tratan, aunque no están completamente exentas de errores. Sin embargo, se considera que las partes dedicadas a los almorávides y de los almohades contienen errores en la cronología y en los hechos y omisiones que hacen de esta obra una de las fuentes menos fiables para el conocimiento de esos períodos. Para su desgracia, Ibn Jaldún usó esta obra como su principal fuente de referencia. 
La edición crítica del texto árabe publicada por Tornberg en 1843, en la que se usaron todos los manuscritos disponibles, es la base de la mayor parte de las ediciones árabes modernas. Tornberg además hizo una traducción al latín. La traducción al francés publicada en 1860 por Beaumier se tiene en menor estima, pues para hacerla se tuvieron en cuenta menos manuscritos. Se considera una fuente muy autorizada la segunda edición de la traducción española de Ambrosio Huici Miranda, de 1964. 